# Sergei Alexejewitsch Lebedew

Lebedew-Denkmal in Kiew (2008)

Sergei Alexejewitsch Lebedew (Sergei Alekseyevich Lebedev), russisch Сергей Алексеевич Лебедев, (* 20. Oktoberjul. / 2. November 1902greg. in Nischni Nowgorod; † 3. Juli 1974 in Moskau) war ein sowjetischer Elektroingenieur und Computerpionier.

## Leben
Seine Eltern waren Lehrer. Von 1924 bis April 1928 studierte er Elektrotechnik an der Moskauer Höheren Technischen Schule (MHTS). Danach arbeitete er bis 1946 am Elektrotechnischen Allunions-Institut, das Karl Krug sieben Jahre zuvor gegründet hatte. Sein Interesse galt der Hochspannungstechnik und der Regelung von Versorgungsnetzen.
1939 erwarb er mit der Entwicklung einer Theorie zur künstlichen Stabilität elektrischer Systeme seinen Doktortitel.
Während des Zweiten Weltkriegs arbeitete er an automatischen Regelungen komplexer Systeme. Seine Gruppe entwickelte eine Zieleinrichtung für Panzer und ein Navigationssystem für Raketen. Um diese Arbeiten auszuführen, entwickelte er bis 1945 einen Analogrechner zum Lösen von Differentialgleichungen.
Wie sich seine Frau Alissa Grigorjewna erinnerte, saß er in den ersten Monaten des Krieges, während Moskau zwecks Luftschutz im Dunkeln lag, im Badezimmer und kritzelte im Schein des Gasboilers „Einsen“ und „Nullen“.
1945 wurde er Mitglied der Akademie der Wissenschaften der Ukraine und 1946 wurde er Direktor des Elektrotechnischen Instituts der Akademie der Wissenschaften der Ukraine in Kiew. Für seine weiteren Verbesserungen der Stabilität elektrischer Systeme erhielt er 1950 den Stalinpreis.
Aus ausländischen Magazinen hatte Lebedew erfahren, dass westliche Länder an der Entwicklung von elektronischen Computern arbeiten. Im Herbst 1948 richtete er daraufhin die Arbeit seines Labors auf den Bau einer eigenen elektronischen Rechenmaschine aus. Am 6. November 1950 wurde die MESM (Malaja elektronnaja stschotnaja maschina, kleine elektronische Rechenmaschine) mit rund 6000 Elektronenröhren erstmals in Betrieb genommen. Ihre Leistung betrug 50 Rechenoperationen pro Sekunde (RpS).
Ähnliche Projekte verfolgten damals unabhängig voneinander in der Sowjetunion Baschir Ramejew (Strela) und Isaak Bruk (M-1).
Mitte 1951 wurde Lebedew Direktor der neugegründeten Abteilung für Digitalcomputer am Moskauer Instituts für Mechanik und Rechentechnik der Akademie der Wissenschaften der UdSSR, deren Mitglied er 1953 wurde. Dort begann er mit der Arbeit an der BESM-1 (Bystrodeystvuyushchaya Elektronnaya Schetnaya Mashina, Schnelle Elektronische Rechenmaschine), die 1952 fertiggestellt wurde. Ihre Leistung betrug 1.000 RpS. Sie wurde vorläufig jedoch nicht in Serie produziert, da das Ministerium für Maschinen- und Instrumentenbau seine eigene Maschine entwickelt hatte. Erst die BESM-2, eine Weiterentwicklung der BESM-1 mit nunmehr 8.000 RpS, durfte 1958 in Serie gehen. Diese wurde u. a. zur Berechnung von Satelliten-Orbits und der Berechnung für die Bahnkurve zum Mond verwendet. In den folgenden Jahren entwickelte Lebedew Computer der M-Reihe (ab 1957) sowie die BESM-6 (1965, ca. 1.000.000 RpS), die u. a. am Apollo-Sojus-Test-Projekt beteiligt war und bis 1984 produziert wurde. An der Programmierung war Lew Koroljow wesentlich beteiligt.
1952 wurde Lebedew Professor am Moskauer Institut für Physik und Technologie. Ab 1953 war er (als Nachfolger von M. A. Lawrentjew) Direktor des Moskauer Instituts für Mechanik und Rechentechnik – heute trägt das Institut Lebedews Namen. 1970, bereits krank und nicht mehr am Institut, erhielt er den Leninorden.
Bestattet ist Lebedew auf dem Moskauer Nowodewitschi-Friedhof. 1996 erhielt er postum den Computer Pioneer Award der IEEE Computer Society.
Lebedews Tochter Natalja Lebedewa ist Historikerin mit den Schwerpunkten Zweiter Weltkrieg und Massaker von Katyn.

## Ehrungen und Auszeichnungen
Sergei Lebedew erhielt:
- Orden des Roten Banners der Arbeit (1947, 1957)
- Stalinpreis (1950)
- Leninorden (1954, 1956, 1962, 1972)
- Held der sozialistischen Arbeit (1956)
- Leninpreis (1966)
- Staatspreis der UdSSR (1969)
- Orden der Oktoberrevolution (1971)
- Computer Pioneer Award (1996, postum)